# Agylla analimacula
Agylla analimacula là một loài bướm đêm thuộc phân họ Arctiinae, họ Erebidae.